# La principessa (film)
La principessa (Adj király katonát) è un film del 1982 diretto da Pál Erdöss.
Fu presentato nella Settimana internazionale della critica del 36º Festival di Cannes e vinse la Caméra d'or per la migliore opera prima.

## Riconoscimenti
- Festival di Cannes 1983
  - Caméra d'or
- 1983 - Festival del cinema di Locarno
  - Pardo d'Oro